# Olšina (Mnichovo Hradiště)
Olšina je vesnice, část města Mnichovo Hradiště v okrese Mladá Boleslav. Nachází se asi 4,5 kilometru severovýchodně od Mnichova Hradiště. Vesnicí prochází dálnice D10. Součástí je dvůr Kurovodice, který je evidován jako základní sídelní jednotka. Olšina je také název katastrálního území o rozloze 1,01 km².

## Historie
První písemná zmínka o vesnici pochází z roku 1667.

## Pamětihodnosti
- Pozůstatky středověkého tvrziště Kurovodice na zahradě bývalého stejnojmenného hospodářského dvora.[4]